# Odio Fonky, tomas de buró
Odio Fonky, tomas de buró es un disco de Jaime López y José Manuel Aguilera, grabado y publicado en 1995. En el mismo, López publicó por primera vez la afamada Chilanga banda. La grabación fue ampliamente difundida dentro de la música alternativa de México, constituyéndose con el paso de los años en un disco ampliamente celebrado.
El disco surgió a partir de demos que Jaime López y José Manuel Aguilera generaron en el departamento de este último en una consola de 4 canales, con el fin de producir dichas canciones con un grupo, y luego en un musical. 
Fue reeditado en 2006 por Fonarte Latino y tuvo como segunda parte el disco No más héroes por favor... tomas de laptop.
Hugo García Michel, escribiendo en Nexos, describió Odio Fonky como: "...un trabajo eminentemente urbano, con sabor a pavimento, a luces de neón, a tránsito vehicular, a barrio bravo, a futbol callejero, a vagabundos y pepenadores, a oficinistas y secretarias y estudiantes y amas de casa, a cantinas de pisos manchados, a bares y antros de mala muerte, a parques bucólicos de árboles amarillentos, a contaminación atmosférica y visual, a neblumo, a alcohol y bohemia, a la lenta prisa por llegar a ninguna parte."

## Lista de canciones
1. El En Principio Fue El Kiosko
2. Chilanga banda
3. Malafacha
4. La Misma Vieja Canción
5. Nuestro amor es ese gato negro muerto en el baldío
6. Tatuaje
7. Moros con tranchete
8. Nadie da por nada su corazón
9. Indian Summer
10. Fama fatal
11. Materia tóxica
12. El Cara De Memorandum O Cutis De Currículum
13. Odio fonky
14. El recado
15. El suicida
16. Radio odio